# Sortlandbrua
Die Sortlandbrücke (norwegisch Sortlandbrua) ist eine Brücke in der Gemeinde (Kommune) Sortland in der Provinz (Fylke) Nordland, Nord-Norwegen, die den Sortlandsund zwischen Langøya und Hinnøya überspannt.
Die Brücke ist Teil des Riksvei 85 () und auf beiden Seiten des Sunds mit dem Fylkesvei 82 () verbunden. Sie hat mit ihren 21 Brückenfeldern eine Gesamtlänge von 948 Metern, wobei die längste Spannweite 150 Meter und die lichte Höhe 30 Meter beträgt.
Die Sortlandbrücke wurde am 4. Juli 1975 eröffnet und ist eine der Vesterålen-Brücken. Diese wurden in den 1970er Jahren im Rahmen einer Zusammenarbeit der betroffenen Kommunen in der Region Vesterålen und der norwegischen Straßenbehörde Statens vegvesen gebaut, um für die Kommunen eine Straßenverbindung zum Festland ohne Fähren zur Verfügung zu stellen. Die Vesterålen-Brücken wurden von der Firma Aas-Jakobsen AS in Oslo entworfen und hauptsächlich durch Mautgebühren finanziert.
Vor dem Bau der Sortlandbrücke war der Fährabschnitt zwischen Sortland auf Langøya und Strand auf Hinnøya einer der verkehrsreichsten in Norwegen, da diese Verbindung lange Zeit auch als wichtige Route zur Region Lofoten diente. Bis zur Eröffnung von Lofast am 1. Dezember 2007 war Sortlandbrua wie zuvor der Fährabschnitt Teil der Europastraße 10 ().